# Alan MacDiarmid
Alan Graham MacDiarmid  (ur. 14 kwietnia 1927 w Masterton, zm. 7 lutego 2007 w Filadelfii) – nowozelandzki chemik, profesor chemii Uniwersytetu stanowego w Pensylwanii, noblista.
Studia w zakresie chemii nieorganicznej ukończył na Uniwersytecie Wisconsin-Madison. Tam również uzyskał doktorat z chemii. Po krótkim pobycie w Wielkiej Brytanii wrócił do Stanów Zjednoczonych i związał się z Uniwersytetem Pensylwanii, w którym pracował przez 45 lat aż do przejścia na emeryturę.
Razem z Alanem Heegerem i Hideki Shirakawą został w 2000 roku uhonorowany Nagrodą Nobla w dziedzinie chemii, za pracę dotyczącą polimerów przewodzących.